# أبرليدي
أبرليدي (بالإنجليزيَّة: Aberlady، وبالإسكتلنديَّة: Aiberlady، وبالغيليَّة الإسكتلنديَّة: Obar Lobhaite) هي قرية ساحلية تقع في مقاطعة لوثيان الشرقية الإسكتلنديَّة. بلغ عدد سكان القرية 1260 نسمة بحسب تقديرات عام 2020.

## لمحة تاريخية
توجد أدلة أثرية تشير إلى وجود مستوطنة أنجلوسكسونية مزدهرة يرجع تاريخها إلى القرنين السابع والعاشر.
كان مرفأ أبرليدي من المرافئ الهامة في مجال صيد الأسماك والفقمات والحيتان خلال العصور الوسطى. نص القانون الصادر عن البرلمان على تعيينها تحت اسم "ميناء هادينغتون" في عام 1633. غير أن جذورها تعود إلى وقت أقدم.
ارتبطت أبرليدي بالأديرة في جزيرتي إيونا وليندسفارن منذ القرن السابع، حيث لعبت دورًا في تسهيل حركة الحجاج بين هذين الموقعين. أدت عمليات التنقيب الأثري السابقة إلى اكتشاف آثار لمصلى كنسي تابع للكولديين، وجاء البابا غريغوري العاشر على ذكر الكنيسة التي أشار إليها باسم "أبرليفدي". يمكن رؤية قطعة من صليب أبرليدي العائدة للقرن الثامن في متحف إسكتلندا الوطني في إدنبرة. بادرت جمعية أبرليدي للمحافظة والتاريخ إلى إعادة تشكيل نموذج لهذا الصليب في عام 2011.
يرجع تاريخ كنيسة أبرليدي إلى القرن الخامس عشر. وأعيد تشييد الكنيسة في عام 1887. دُمجت أبرشية أبرليدي وأبرشية غلن في أبرشية واحدة في عام 1986.
يعد مشروع التراث في أبرليدي مبادرة مجتمعية محلية. قام المشروع بمسح ثلاثة مواقع في عام 2008: رصيف المرفأ القروسطي، والحصن العائد إلى العصر الحديدي، والسرداب تحت الأرض في كلسبيندي، والموقع الأنجلوسكسوني في غليب. تفتخر قرية أبرليدي باحتوائها على أكبر مجموعة من الآثار الأنجلوسكسونية المتفرقة التي تم اكتشافها في إسكتلندا.

## وصلات خارجية
- موقع رابطة مجتمع وقرية أبرليدي (بالإنجليزية)